# Liste der polnischen Abgeordneten zum EU-Parlament (2004–2009)
Die Liste der polnischen Abgeordneten zum EU-Parlament (2004–2009) listet alle polnischen Mitglieder des 6. Europäischen Parlamentes nach der Europawahl in Polen 2004 auf.

## Mandatsstärke der Parteien 2004
- SPE: 9
- NI: 5
- ALDE: 4
- EVP-ED: 19
- I/D: 10
- UEN: 7

| Nationale Partei                                 | Mandate | Fraktion                                                                   |
| ------------------------------------------------ | ------- | -------------------------------------------------------------------------- |
| Platforma Obywatelska (PO)                       | 15      | Fraktion der Europäischen Volkspartei und europäischer Demokraten (EVP-ED) |
| Polskie Stronnictwo Ludowe (PSL)                 | 04      | Fraktion der Europäischen Volkspartei und europäischer Demokraten (EVP-ED) |
| Liga Polskich Rodzin (LPR)                       | 10      | Fraktion Unabhängigkeit/Demokratie (I/D)                                   |
| Sojusz Lewicy Demokratycznej-Unia Pracy (SLD-UP) | 05      | Sozialdemokratische Fraktion im Europäischen Parlament (SPE)               |
| Socjaldemokracja Polska (SDPL)                   | 03      | Sozialdemokratische Fraktion im Europäischen Parlament (SPE)               |
| Samoobrona Rzeczpospolitej Polskiej (SRP)        | 01      | Sozialdemokratische Fraktion im Europäischen Parlament (SPE)               |
| Prawo i Sprawiedliwość (PiS)                     | 07      | Fraktion Union für das Europa der Nationen (UEN)                           |
| Samoobrona Rzeczpospolitej Polskiej (SRP)        | 05      | Fraktionslose Abgeordnete (NI)                                             |
| Partia Demokratyczna (PD)                        | 04      | Fraktion der Allianz der Liberalen und Demokraten für Europa (ALDE)        |
| Gesamt                                           | 54      |                                                                            |

## Abgeordnete
| Bild | Name                           | von           | bis           | Partei | Fraktion | Anmerkungen                             |
| ---- | ------------------------------ | ------------- | ------------- | ------ | -------- | --------------------------------------- |
|      | Filip Adwent                   | 20. Juli 2004 | 26. Juni 2005 | LPR    | I/D      | Nachrücker: Andrzej Zapałowski          |
|      | Adam Jerzy Bielan              | 20. Juli 2004 | 13. Juli 2009 | PiS    | UEN      |                                         |
|      | Jerzy Buzek                    | 20. Juli 2004 | 13. Juli 2009 | PO     | EVP-ED   |                                         |
|      | Zdzisław Kazimierz Chmielewski | 20. Juli 2004 | 13. Juli 2009 | PO     | EVP-ED   |                                         |
|      | Sylwester Chruszcz             | 20. Juli 2004 | 13. Juli 2009 | LPR    | NI       |                                         |
|      | Marek Aleksander Czarnecki     | 20. Juli 2004 | 13. Juli 2009 | SRP    | UEN      |                                         |
|      | Ryszard Czarnecki              | 20. Juli 2004 | 13. Juli 2009 | SRP    | UEN      |                                         |
|      | Hanna Foltyn-Kubicka           | 7. Dez. 2005  | 13. Juli 2009 | PiS    | UEN      | Nachgerückt für Anna Elżbieta Fotyga    |
|      | Anna Elżbieta Fotyga           | 20. Juli 2004 | 22. Nov. 2005 | PiS    | UEN      | Nachrückerin: Hanna Foltyn-Kubicka      |
|      | Bronisław Geremek              | 20. Juli 2004 | 13. Juli 2009 | PD     | ALDE     |                                         |
|      | Lidia Geringer de Oedenberg    | 20. Juli 2004 | 13. Juli 2009 | SLD-UP | SPE      |                                         |
|      | Adam Gierek                    | 20. Juli 2004 | 13. Juli 2009 | SLD-UP | SPE      |                                         |
|      | Maciej Marian Giertych         | 20. Juli 2004 | 13. Juli 2009 | LPR    | NI       |                                         |
|      | Bogdan Golik                   | 20. Juli 2004 | 13. Juli 2009 | SRP    | SPE      |                                         |
|      | Genowefa Grabowska             | 20. Juli 2004 | 13. Juli 2009 | SDPL   | SPE      |                                         |
|      | Dariusz Maciej Grabowski       | 20. Juli 2004 | 13. Juli 2009 | LPR    | UEN      |                                         |
|      | Małgorzata Handzlik            | 20. Juli 2004 | 13. Juli 2009 | PO     | EVP-ED   |                                         |
|      | Stanisław Jałowiecki           | 20. Juli 2004 | 13. Juli 2009 | PO     | EVP-ED   |                                         |
|      | Mieczysław Edmund Janowski     | 20. Juli 2004 | 13. Juli 2009 | PiS    | UEN      |                                         |
|      | Filip Andrzej Kaczmarek        | 20. Juli 2004 | 13. Juli 2009 | PO     | EVP-ED   |                                         |
|      | Michał Tomasz Kamiński         | 20. Juli 2004 | 13. Juli 2009 | PiS    | UEN      |                                         |
|      | Bogdan Klich                   | 20. Juli 2004 | 13. Juli 2009 | PO     | EVP-ED   |                                         |
|      | Urszula Krupa                  | 20. Juli 2004 | 13. Juli 2009 | LPR    | I/D      |                                         |
|      | Wiesław Stefan Kuc             | 20. Juli 2004 | 13. Juli 2009 | SRP    | UEN      |                                         |
|      | Wiesław Kuc                    | 20. Juli 2004 | 13. Juli 2009 | SRP    | SPE      |                                         |
|      | Barbara Kudrycka               | 20. Juli 2004 | 13. Juli 2009 | PO     | EVP-ED   |                                         |
|      | Jan Kułakowski                 | 20. Juli 2004 | 13. Juli 2009 | PD     | ALDE     |                                         |
|      | Zbigniew Kuźmiuk               | 20. Juli 2004 | 13. Juli 2009 | PSL    | UEN      |                                         |
|      | Janusz Lewandowski             | 20. Juli 2004 | 13. Juli 2009 | PO     | EVP-ED   |                                         |
|      | Bogusław Liberadzki            | 20. Juli 2004 | 13. Juli 2009 | SLD-UP | SPE      |                                         |
|      | Marcin Libicki                 | 20. Juli 2004 | 13. Juli 2009 | PiS    | UEN      |                                         |
|      | Jan Tadeusz Masiel             | 20. Juli 2004 | 13. Juli 2009 | SRP    | UEN      |                                         |
|      | Jan Olbrycht                   | 20. Juli 2004 | 13. Juli 2009 | PO     | EVP-ED   |                                         |
|      | Janusz Onyszkiewicz            | 20. Juli 2004 | 13. Juli 2009 | PD     | ALDE     |                                         |
|      | Bogdan Pęk                     | 20. Juli 2004 | 13. Juli 2009 | LPR    | UEN      |                                         |
|      | Józef Pinior                   | 20. Juli 2004 | 13. Juli 2009 | SDPL   | SPE      |                                         |
|      | Mirosław Piotrowski            | 20. Juli 2004 | 13. Juli 2009 | LPR    | UEN      |                                         |
|      | Paweł Bartłomiej Piskorski     | 20. Juli 2004 | 13. Juli 2009 | PO     | EVP-ED   |                                         |
|      | Zdzisław Podkański             | 20. Juli 2004 | 13. Juli 2009 | PSL    | UEN      |                                         |
|      | Jacek Protasiewicz             | 20. Juli 2004 | 13. Juli 2009 | PO     | EVP-ED   |                                         |
|      | Bogusław Rogalski              | 20. Juli 2004 | 13. Juli 2009 | LPR    | UEN      |                                         |
|      | Dariusz Rosati                 | 20. Juli 2004 | 13. Juli 2009 | SDPL   | SPE      |                                         |
|      | Wojciech Roszkowski            | 20. Juli 2004 | 13. Juli 2009 | PiS    | UEN      |                                         |
|      | Leopold Józef Rutowicz         | 20. Juli 2004 | 13. Juli 2009 | SRP    | UEN      |                                         |
|      | Jacek Saryusz-Wolski           | 20. Juli 2004 | 13. Juli 2009 | PO     | EVP-ED   |                                         |
|      | Czesław Adam Siekierski        | 20. Juli 2004 | 13. Juli 2009 | PO     | EVP-ED   |                                         |
|      | Marek Maciej Siwiec            | 20. Juli 2004 | 13. Juli 2009 | SLD-UP | SPE      |                                         |
|      | Bogusław Sonik                 | 20. Juli 2004 | 13. Juli 2009 | PO     | EVP-ED   |                                         |
|      | Grażyna Staniszewska           | 20. Juli 2004 | 13. Juli 2009 | PD     | ALDE     |                                         |
|      | Andrzej Szejna                 | 20. Juli 2004 | 13. Juli 2009 | SLD-UP | SPE      |                                         |
|      | Konrad Szymański               | 20. Juli 2004 | 13. Juli 2009 | PiS    | UEN      |                                         |
|      | Witold Tomczak                 | 20. Juli 2004 | 13. Juli 2009 | LPR    | I/D      |                                         |
|      | Bernard Piotr Wojciechowski    | 26. Okt. 2005 | 13. Juli 2009 | LPR    | NI       | Nachgerückt für Wojciech Wierzejski     |
|      | Wojciech Wierzejski            | 20. Juli 2004 | 6. Okt. 2005  | LPR    | I/D      | Nachrücker: Bernard Piotr Wojciechowski |
|      | Janusz Wojciechowski           | 20. Juli 2004 | 13. Juli 2009 | PSL    | UEN      |                                         |
|      | Zbigniew Zaleski               | 20. Juli 2004 | 13. Juli 2009 | PO     | EVP-ED   |                                         |
|      | Andrzej Zapałowski             | 12. Juli 2005 | 13. Juli 2009 | LPR    | UEN      | Nachgerückt für Filip Adwent            |
|      | Tadeusz Zwiefka                | 20. Juli 2004 | 13. Juli 2009 | PO     | EVP-ED   |                                         |